# Communauté de communes du Santerre
La communauté de communes du Santerre est une ancienne communauté de communes française, située dans le département de la Somme et la région Hauts-de-France.
Elle a fusionné avec une autre intercommunalité pour former, le 1er janvier 2017, la communauté de communes Terre de Picardie

## Historique
La communauté de communes a été créée par arrêté préfectoral du 31 décembre 1993.
Dans le cadre des dispositions de la loi portant nouvelle organisation territoriale de la République du 7 août 2015, qui prévoit que les établissements publics de coopération intercommunale (EPCI) à fiscalité propre doivent avoir un minimum de 15 000 habitants, la préfète de la Somme propose en octobre 2015 un projet de nouveau schéma départemental de coopération intercommunale (SDCI) qui prévoit la réduction de 28 à 16 du nombre des intercommunalités à fiscalité propre du Département. 
Après des hypothèses de regroupement de la CCS de Rosières avec les communautés de communes du Grand Roye (CCGR), du canton de Montdidier (CCCM) et d’Avre, Luce et Moreuil (CCALM), la préfète dévoile en octobre 2015 son projet qui prévoit la « fusion des communautés de communes de Haute Picardie et du Santerre  », le nouvel ensemble de 17 954 habitants regroupant 46 communes,,. À la suite de l'avis favorable de la commission départementale de coopération intercommunale en janvier 2016, la préfecture sollicite l'avis formel des conseils municipaux et communautaires concernés en vue de la mise en œuvre de la fusion le 1er janvier 2017.

## Territoire communautaire

### Composition
Cette communauté de communes est composée des communes suivantes :
| Nom                          | Code Insee | Gentilé         | Superficie (km2) | Population (dernière pop. légale) | Densité (hab./km2) |
| ---------------------------- | ---------- | --------------- | ---------------- | --------------------------------- | ------------------ |
| Rosières-en-Santerre (siège) | 80680      | Rosiérois       | 12,98            | 2 995 (2014)                      | 231                |
| Bayonvillers                 | 80058      | Bayonvillois    | 8,10             | 357 (2014)                        | 44                 |
| Beaufort-en-Santerre         | 80067      |                 | 4,59             | 203 (2014)                        | 44                 |
| Bouchoir                     | 80116      |                 | 5,88             | 313 (2014)                        | 53                 |
| Caix                         | 80162      | Caixois         | 11,95            | 755 (2014)                        | 63                 |
| Chilly                       | 80191      |                 | 4,85             | 192 (2014)                        | 40                 |
| Folies                       | 80320      |                 | 5,63             | 131 (2014)                        | 23                 |
| Fouquescourt                 | 80339      | Fouquescourtois | 5,45             | 177 (2014)                        | 32                 |
| Fransart                     | 80347      |                 | 3,00             | 150 (2014)                        | 50                 |
| Guillaucourt                 | 80400      | Guillaucourtois | 6,37             | 413 (2014)                        | 65                 |
| Hallu                        | 80409      |                 | 3,85             | 188 (2014)                        | 49                 |
| Harbonnières                 | 80417      |                 | 15,37            | 1 658 (2014)                      | 108                |
| La Chavatte                  | 80189      |                 | 1,89             | 75 (2014)                         | 40                 |
| Maucourt                     | 80520      |                 | 3,68             | 169 (2014)                        | 46                 |
| Méharicourt                  | 80524      | Méharicourtois  | 7,01             | 573 (2014)                        | 82                 |
| Parvillers-le-Quesnoy        | 80617      |                 | 9,50             | 242 (2014)                        | 25                 |
| Rouvroy-en-Santerre          | 80682      |                 | 7,35             | 204 (2014)                        | 28                 |
| Vrély                        | 80814      | Vrélysiens      | 5,66             | 440 (2014)                        | 78                 |
| Warvillers                   | 80823      |                 | 4,18             | 144 (2014)                        | 34                 |
| Wiencourt-l'Équipée          | 80824      |                 | 5,86             | 258 (2014)                        | 44                 |

### Démographie
| 1968  | 1975  | 1982  | 1990  | 1999  | 2008  | 2014  |
| ----- | ----- | ----- | ----- | ----- | ----- | ----- |
| 8 319 | 8 206 | 8 055 | 8 232 | 8 495 | 9 148 | 9 637 |

## Organisation

### Siège
Le siège de l'intercommunalité était à Rosières-en-Santerre, 5, rue du Colonel Sorlin.

### Élus
La communauté de communes était administrée par son conseil communautaire, composé de 38 conseillers municipaux représentant chacune des communes membres, répartis sensiblement en fonction de leur population, soit, pour la mandature 2014-2016 :

- 11 délégués pour Rosières-en-Santerre ;

- 6 délégués pour Harbonnières ;

- 3 délégués pour Caix ;

- 2 délégués pour Méharicourt ;

- 1 délégué pour les autres communes, dont la population est inférieure à 500 habitants.
Le conseil communautaire du 11 avril 2014 a réélu son président, José Sueur, maire de Rosières-en-Santerre, ainsi que ses vice-présidents, qui étaient : 
1. Daniel Prouille, maire-adjoint de Rosières, chargé des finances et de l'administration ;
2. Chantal Rouvroy, conseillère municipale de Rosières, chargée de l'animation et de action sociale :
3. Daniel Mannens, maire de Caix, chargé de la voirie ;
4. Patrice Vallée, maire d’Hallu, chargé des ordures ménagères ;
5. Gérard Caron, maire de Wiencourt l’Équipée, chargé du développement économique, de l'aménagement de l’espace, du développement éolien ;
6. Manoli Target, maire-adjoint d’Harbonnières, chargé du scolaire et des équipements sportifs ;
7. Jérôme Holvoet, maire de Guillaucourt, chargé des Bâtiments ;
8. Hervé Trientz, conseiller municipal de Rosières, chargé de l'assainissement[9].

Le bureau de l'intercommunalité pour la mandature 2014-2016 était composé du président, des vice-présidents et de Jean-Marie Adde (maire de
Vrély), Christian Balcone (maire de Parvillers-le-Quesnoy), Louis Broquet (maire de Rouvroy-en-Santerre), France David (maire
de Bayonvillers), Morgane Foret (maire de Chilly), Jean Geneau de Lamarlière (maire de Warvillers), Françoise
Maille-Barbare (maire-adjointe de Rosières), Fabrice Massias (maire de Maucourt), Régis Ventelon (maire d’Harbonnières).

### Liste des présidents
| Période                                  | Période | Identité   | Étiquette | Qualité |
| ---------------------------------------- | ------- | ---------- | --------- | --- |
| Les données manquantes sont à compléter. |         |            |           | |
| 2001                                     | 2016    | José Sueur | UDI       | Médecin Maire de Rosières-en-Santerre (1995 → ) Conseiller général de Rosières-en-Santerre (2001 → 2015) Conseiller régional (2015 → ) Vice-président de la CC Terre de Picardie (2017 → ) |

### Compétences
L'intercommunalité exerçait les compétences qui lui ont été transférées par les communes membres, dans les conditions fixées par le code général des collectivités territoriales.

### Régime fiscal et budget
La Communauté de communes était un établissement public de coopération intercommunale à fiscalité propre.
Afin d'assurer ses compétences, la communauté de communes percevait une fiscalité additionnelle aux impôts locaux perçus par les communes, sans fiscalité professionnelle de zone et sans fiscalité professionnelle sur les éoliennes.